# Hospital de Christchurch
El Hospital de Christchurch (en inglés: Christchurch Hospital) es el mayor hospital de tercer nivel en la Isla Sur de Nueva Zelanda. El hospital público se encuentra en el centro de la ciudad de Christchurch, en el borde del parque de Hagley, y sirve a la región de Canterbury en general. Cuenta con el servicio de urgencias más ocupado de Australasia, y es uno de los cuatro principales hospitales de enseñanza en Nueva Zelanda. La Junta de Salud del Distrito Canterbury (CDHB) gestiona el hospital con fondos del gobierno.
La Escuela de Medicina de Christchurch se encuentra en el campus del hospital, la escuela ofrece enseñanza a los estudiantes de medicina de cuarto, quinto y sexto año, y forma parte de la Universidad de Otago.